# Elisabet Charlotta Piper
Elisabet Charlotta Piper, född Ruuth den 26 april 1787, död den 26 februari 1860 i Stockholm, var en svensk grevinna och hovfunktionär. Hon var överhovmästarinna hos Sveriges kronprinsessa Josefina av Leuchtenberg 1823–1835. 

## Biografi
Elisabet Charlotta Piper var dotter till Erik Ruuth och Elisabet Charlotta Wahrendorff och gifte sig 1805 med sin systers svåger överkammarherre greve Erik Piper (1773–1833), med vilken hon fick två barn. 
Inför Josefinas ankomst till Sverige hade tjänsten som hennes överhovmästarinna först erbjudits till Aurora Wilhelmina Koskull, som tackat nej, och därpå till  Piper: 
"Man hade lifligt önskat, att grefvinnan Brahe velat mottaga platsen såsom öfverhofmästarinna vid det nya hofvet, men hon kunde ej förmås dertill. Hon lofvade dock åtaga sig uppdraget att afgå till Lubeck och der mottaga kronprinsessan, hvars båda tyska damer der skulle lemna henne. Till öfverhofmästarinna utnämndes grefvinnan Erik Piper, en dam i alla hänseenden värdig denna plats, hvilken äfven hon icke utan svårighet förmåddes att mottaga. Enär hon genom sin börd och rikedom befann sig i en lika angenäm som oberoende samliällsställning, var det måhända ett offer, som ej fullt motsvarades af den belöning, titlarne och fåfängan kunde erbjuda".
Piper beskrevs på följande sätt av Jacob De la Gardie: 
"Grefvinnan Piper är en af de mest framstående personerna i de högre kretsarne. Utmärkt uppfostran, fulländad älskvärdhet, högsinthet, mycken värdighet och ett för allt tadel oåtkomligt upploraude voro egenskaper, som allmänt tillerkändes henne, och som förvärfvade henne ett välförtjent anseende".
Drottning Desideria jämförde henne till hennes fördel med sin egen hovmästarinna i ett brev till sin syster i mars 1831: 
”Du har säkert funnit grevinnan Piper mycket älskvärd och underhållande; hon är en överlägsen person [un phénix]. Joséphine hade tur, som ﬁck henne till hovdam, min är en riktig istapp!” 
Hon avgick 1835 och efterträddes av Charlotta Skjöldebrand. Makarna Piper är gravsatta i ett gravkapell på Sövde kyrkogård.